# Dopoledne
Dopoledne je část dne, která leží mezi ránem a polednem. Přesný začátek a konec dopoledne závisí na subjektivním posouzení a je závislý na životním stylu mluvčího.
Prakticky leží dopoledne mezi dopolední svačinou a obědem, kdy začíná poledne.
Příruční slovník jazyka českého definuje dopoledne jako „část dne od rána do poledne“, přičemž ráno je dle téhož zdroje „část dne od úsvitu do dopoledne, jitro“.